# Episodi di Becker (terza stagione)
La terza stagione della serie televisiva Becker, composta da 24 episodi, è andata in onda sul canale CBS dal 9 ottobre 2000 al 14 maggio 2001.
| nº | Titolo originale               | Titolo italiano                 | Prima TV USA     | Prima TV Italia |
| -- | ------------------------------ | ------------------------------- | ---------------- | --------------- |
| 1  | The Film Critic                | Silenzio in sala                | 9 ottobre 2000   |                 |
| 2  | SuperBob                       | Bob super-portiere              | 16 ottobre 2000  |                 |
| 3  | One Wong Move                  | Esperienza da Wong              | 23 ottobre 2000  |                 |
| 4  | What Indifference a Day Makes  | Che differenza fa un giorno     | 30 ottobre 2000  |                 |
| 5  | The Usual Suspects             | I soliti sospetti               | 6 novembre 2000  |                 |
| 6  | The Wrong Man                  | L'uomo sbagliato                | 13 novembre 2000 |                 |
| 7  | Beckerethics                   | Questione di etica              | 20 novembre 2000 |                 |
| 8  | Smoke 'Em If You Got 'Em       | L'ultima sigaretta              | 27 novembre 2000 |                 |
| 9  | Dr. Angry Head                 | Dottor testa calda              | 11 dicembre 2000 |                 |
| 10 | Margaret's Dream               | Il sogno di Margaret            | 18 dicembre 2000 |                 |
| 11 | Heart Breaker                  | Cuori spezzati                  | 8 gennaio 2001   |                 |
| 12 | The Trouble with Harry         | Il problema con Harry           | 29 gennaio 2001  |                 |
| 13 | The Princess Cruise            | La crociera gay                 | 5 febbraio 2001  |                 |
| 14 | Pretty Poison                  | Un dolce veleno                 | 12 febbraio 2001 |                 |
| 15 | 2001 1/2: A Graduation Odyssey | 2001 e mezzo odissea al diploma | 19 febbraio 2001 |                 |
| 16 | Elder Hostile                  | La vecchia ostile               | 26 febbraio 2001 |                 |
| 17 | The Ugly Truth                 | La cruda verità                 | 5 marzo 2001     |                 |
| 18 | The More You Know              | Non vedo, non sento, non parlo  | 19 marzo 2001    |                 |
| 19 | You Say Gay Son, I Say Godson  | Un figlioccio alternativo       | 9 aprile 2001    |                 |
| 20 | Nocturnal Omissions            | Rimozioni notturne              | 16 aprile 2001   |                 |
| 21 | The TorMentor                  | Il tormentatore                 | 23 aprile 2001   |                 |
| 22 | Small Wonder                   | Un piccolo problema             | 30 aprile 2001   |                 |
| 23 | Sue You                        | Ti faccio causa                 | 7 maggio 2001    |                 |
| 24 | Trials and Defibrillations     | Processi e defribillazioni      | 14 maggio 2001   |                 |

## Silenzio in sala
- Titolo originale: The Film Critic
- Diretto da: Andy Ackerman
- Scritto da: Ian Gurvitz

### Trama
- Guest star: Marquita Terry e John DiMaggio

## Bob super-portiere
- Titolo originale: SuperBob
- Diretto da: Ken Levine
- Scritto da: Dana Borkow

### Trama
- Guest star: David Moreland, Andrew Bilgore, Kathryne Dora Brown

## Esperienza da Wong
- Titolo originale: One Wong Move
- Diretto da: Andy Ackerman
- Scritto da: Russ Woody

### Trama
- Guest star: Todd Robert Anderson, Octavia Spencer

## Che differenza fa un giorno
- Titolo originale: What Indifference a Day Makes
- Diretto da: Darryl Bates
- Scritto da: Michael Markowitz

### Trama
- Guest star: Joey Zimmerman, Barbara Sharma

## I soliti sospetti
- Titolo originale: The Usual Suspects
- Diretto da: Ken Levine
- Scritto da: Ken Levine

### Trama
- Guest star: Troy Evans

## L'uomo sbagliato
- Titolo originale: The Wrong Man
- Diretto da: Andy Ackerman
- Scritto da: Matthew Weiner

### Trama
- Guest star: Jaclyn Smith

## Questione di etica
- Titolo originale: Beckerethics
- Diretto da: Ken Levine
- Scritto da: Marsha Myers

### Trama
- Guest star: LeVar Burton, Sara Mornell, John Fugelsang, Andy Milder

## L'ultima sigaretta
- Titolo originale: Smoke 'Em If You Got 'Em
- Diretto da: Andy Ackerman
- Scritto da: Kate Angelo

### Trama
- Guest star: Kathryn Joosten, Barbara Sharma

## Dottor testa calda
- Titolo originale: Dr. Angry Head
- Diretto da: Andy Ackerman
- Scritto da: Marsha Myers

### Trama
- Guest star: Molly Hagan, Scott Zeller

## Il sogno di Margaret
- Titolo originale: Margaret's Dream
- Diretto da: Gregg Heschong
- Scritto da: Mark Egan

## Cuori spezzati
- Titolo originale: Heart Breaker
- Diretto da: Joyce Gittlin
- Scritto da: Mark Wilding

### Trama
- Guest star: Angela Shelton.Tim Edward Rhoze

## Il problema con Harry
- Titolo originale: The Trouble with Harry
- Diretto da: Wil Shriner
- Scritto da: Chuck Ranberg e Anne Flett-Giordano

### Trama
- Guest star: Mike Ditka e Denise Dowse

## La crociera gay
- Titolo originale: The Princess Cruise
- Diretto da: Ken Levine
- Scritto da: Michael Markowitz

### Trama
- Guest star: Veronica Webb

## Un dolce veleno
- Titolo originale: Pretty Poison
- Diretto da: Andy Ackerman
- Scritto da: Matthew Weiner

### Trama
- Guest star: Jaclyn Smith

## 2001 e mezzo odissea al diploma
- Titolo originale: 2001 1/2: A Graduation Odyssey
- Diretto da: Darryl Bates
- Scritto da: Russ Woody

### Trama
- Guest star: Geoff Pierson

## La vecchia ostile
- Titolo originale: Elder Hostile
- Diretto da: Andy Ackerman
- Scritto da: Dana Borkow

### Trama
- Guest star: Jacob Smith

## La cruda verità
- Titolo originale: The Ugly Truth
- Diretto da: Andy Ackerman
- Scritto da: Matthew Weiner

### Trama
- Guest star: Brian Posehn e Claire Yarlett

## Non vedo, non sento, non parlo
- Titolo originale: The More You Know
- Diretto da: Andy Ackerman
- Scritto da: David Isaacs

### Trama
- Guest star: Sara Mornell

## Un figlioccio alternativo
- Titolo originale: You Say Gay Son, I Say Godson
- Diretto da: Darryl Bates
- Scritto da: Steve Peterman e Gary Dontzig

### Trama
- Guest star: Richard Gilliland, Marc Valera, Molly Hagan, Tim Edward Rhoz

## Rimozioni notturne
- Titolo originale: Nocturnal Omissions
- Diretto da: Wil Shriner
- Scritto da: Ian Gurvitz

### Trama
- Guest star: Shawn Michael Howard e Barbara Sharma

## Il tormentatore
- Titolo originale: The TorMentor
- Diretto da: Andy Ackerman
- Scritto da: Kate Angelo

### Trama
- Guest star: Leonard Nimoy

## Un piccolo problema
- Titolo originale: Small Wonder
- Diretto da: Andy Ackerman
- Scritto da: Dana Klein

### Trama
- Guest star: Kenneth Mars, Alan Blumenfeld, Danny Woodburn, Jolie Jenkins, Stewart J. Zully

## Ti faccio causa
- Titolo originale: Sue You
- Diretto da: Andy Ackerman
- Scritto da: Marsha Myers

### Trama
- Guest star: Mariel Hemingway, Kenneth Mars, Alan Blumenfeld

## Processi e defribillazioni
- Titolo originale: Trials and Defibrillations
- Diretto da: Andy Ackerman
- Scritto da: Russ Woody

### Trama
- Guest star: Mariel Hemingway, Kenneth Mars, Alan Blumenfeld, Marvin Kaplan, Judyann Elder, Sara Mornell